# Popraviště v Jáchymově
Popraviště v Jáchymově se nalézalo se na Šibeničním vrchu za hotelem Panorama (původně Vila Mayer). Bylo viditelné z celého Jáchymova, z cesty z Ostrova i na Suchou.

## Historie
Popraviště zde stálo od počátku města až do zrušení hrdelní pravomoci městské rady v osmnáctém století. Písemně je zachyceno na mapě oblasti z období I. vojenského mapování z let 1764–1768. Na této mapě je šibenice vyznačena červenou barvou (zděný objekt kruhového půdorysu se třemi nebo čtyřmi sloupy pro popravčí trámy).
Ačkoliv hrdelní právo patří k nejvýznamnějším právům středověkých měst, o popravišti v Jáchymově mnoho zpráv není. To je docela podivné vzhledem k „vytíženosti“ zdejšího kata. Ten totiž exekuce neprováděl pouze zde, ale za poplatek docházel do širokého okolí – do Karlových Varů, Bečova nad Teplou, Ostrova a dokonce i do Saska.

## Lokalizace
Dnes už po popravišti nejsou prakticky žádné stopy. Při bádání v roce 2014 (neiniciovala ho jáchymovská radnice, ale polský historik Dr. Daniel Wojtucki) byla prohledána oblast cca 200 metrů od hotelu Panorama a jednotlivá místa byla postupně vylučována. Až na to původní – kopeček hned za hotelem Panorama (dříve Vila Mayer). Půdorys kopečku je oválný o velikosti asi 6 x 6,5 metru. Samotná terasa vyčnívá nad okolní terén o zhruba 3 – 3,5 metru a je zcela pokryta rostlinstvem a lesní hrabankou. V prostoru směrem k hotelu stojí nasucho postavená kamenná zídka, tvořící jakési pódium. Jakého je ale stáří a účelu, není jasné. Na tomto pódiu je těsně před popravčí terasou vztyčen novodobý dřevěný kříž s připevněným obrázkem Madony.
Na ploše terasy není po dávné stavbě viditelně ani stopy. Proto byl proveden archeologický průzkum sběrem (jediný povolený průzkum). Byly nalezeny kousky vápenné malty a vrstva kamenů. Těsně pod povrchem bylo nalezeno několik fragmentů kostí, předběžně označených jako lidské (to později potvrdila antropoložka z wrocławské univerzity). Všechny nálezy byly zdokumentovány fotograficky i pomocí náčrtků. Veškeré nálezy a listiny byly nakonec předány do depozitu Muzea Karlovy Vary.